# Ту-128
Ту-128 (за класифікацією НАТО — Fiddler) — радянський важкий баражуючий винищувач-перехоплювач ППО конструкції КБ Туполєва. Машини цього типу складали основу авіаційного парку у полках ППО СССР до кінця 1980-х.

## Історія
У 1950-х роках перед вищим керівництвом СРСР гостро стояла проблема повітряного прикриття від сил потенційного противника на великій території країни. У системі ППО СРСР почали з'являтися зенітно-ракетні комплекси типу С-25 та С-75, але вони могли розміщуватися лише поблизу великих міст та важливих об'єктів. У полки ППО почали надходити на озброєння винищувачі-перехоплювачі МіГ-17 та Як-25, пізніше з'явились МіГ-19 та Су-9, Су-11 і Як-28. Але ці літаки мали досить невеликий радіус дії, а потрібно було прикривати тисячі кілометрів повітряного кордону, що було особливо актуально у малонаселених районах Сибіру та Далекого Сходу.
У 1954 році ОКБ-301 С. А. Лавочкіна отримало технічне завдання на розробку важкого перехоплювача. Була пропрацьована концепція авіаційно-ракетного комплексу. Проблеми при розробці машини змусили закінчити програму Ла-250 у 1960 році. Ще на стадії тестування комплексу Ла-250К-15, у 1957 році у ОКБ-156 А. Н. Туполєва приїхав командувач авіацією ППО маршал Е. Я. Савицький, та попросив зайнятися проєктом важкого перехоплювача (з огляду на невдачу програми Ла-250), взявши за основу розроблений дослідний бомбардувальник «98».
Заводські  і державні випробування дослідного літака почались із січня 1961 року і тривали 40 місяців. За цей час Ту-128 здійснив 799 польотів і пережив багато допрацювань у конструкції. Уже 1965 року його прийняли на озброєння у війська Протиповітряної оборони СРСР. У 1967 році Ту-128 взяв участь в показі нової військової техніки в Тушино. Оскільки навчальних літаків для винищувачів такого розміру не існувало, пілоти проходили жорсткий відбір для отримання дозволу до польотів на цій машині.
Ту-128 оснастили двома турбореактивними двигунами, що знаходилися усередині фюзеляжу. Вони могли розігнати літак до швидкості 1910 км/год. Там же знаходились паливні баки з розрахунком палива на політ дальністю 2565 км. Всередині не було збройного відсіку, все озброєння (до чотирьох ракет "повітря-повітря") підвішували під крилами літака. З усім спорядженням винищувач міг набрати висоту 15,6 тис. метрів, чого цілком вистачало для перехоплення бомбардувальників. Екіпаж Ту-128 складався з двох осіб – льотчика і штурмана-оператора.
Винищувач був легким  у керуванні, проте мав поганий огляд із кабіни пілотів та маневреність. Цього цілком вистачало для виявлення і перехоплення стратегічних бомбардувальників НАТО, але вести бій з більш маневреними літаками противника Ту-128 не міг. Вдала система навігації і потужні двигуни дозволяли використовувати літак у суворих кліматичних умовах Сибіру і Далекого Сходу.

## Модифікації

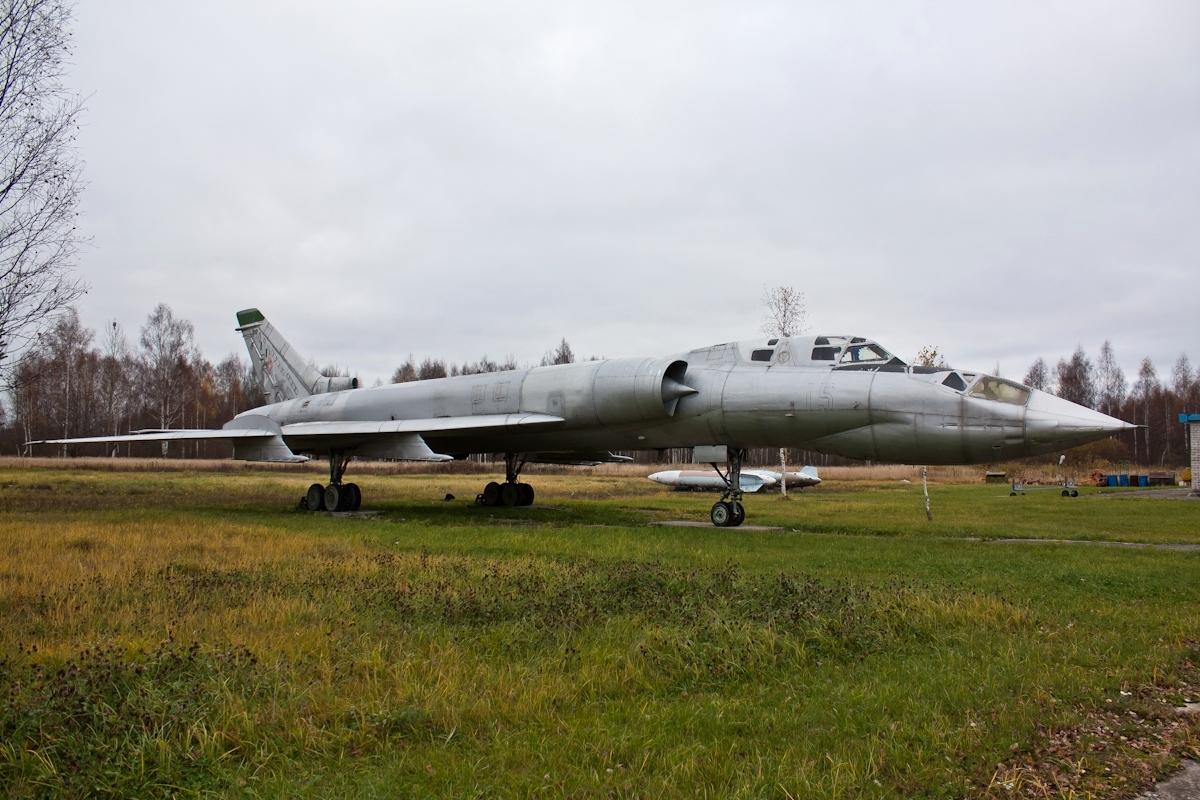
Ту-128УТ

- Ту-28А — Проєкт модернізації під двигуни ВД-19, ракети К-80М та РЛС РП-СА «Смерч-А» або ракети К-100 та РЛС «Гроза-100» (комплекси Ту-28А- 80 та Ту-28А-100).
- Ту-28П — перший серійний варіант.
- Ту-102 — прототип, побудовано в єдиному екземплярі.
- Дослідний перехоплювач «128» — перший політ 18 березня 1961.
- Ту-128 2АЛ-7Ф-4Г — Серійний літак, переобладнаний під дослідні двигуни АЛ-7Ф-4 та АЛ-7Ф-4Г.
- Ту-128 2РД-19Р2 — проєкт під Ту-128 під перспективні ТРД.
- Ту-128Б — проєкт модифікації Ту-128 під бомбардувальник-ракетоносець.
- Ту-128ЛЛ 2ВД-19 — летюча лабораторія, для випробування двигунів.
- Ту-128М — випущено у 2 екземплярах.
- Ту-128УТ — навчальний варіант з додатковою кабіною на місці радара. Десять було побудовано та чотири перероблено з винищувачів.